# Криницберг
Криницберг (нем. Crinitzberg) — община в Германии, в земле Саксония. Подчиняется административному округу Кемниц. Входит в состав района Цвиккау.  Население составляет 2201 человек (на 31 декабря 2010 года). Занимает площадь 18,82 км².
Коммуна подразделяется на 3 сельских округа.